# Enochs
Enochs è una comunità non incorporata degli Stati Uniti d'America, situata nella contea di Bailey dello Stato del Texas. Secondo il censimento effettuato nel 2000 abitavano nella comunità 80 persone. Nonostante non sia incorporata, la comunità possiede un ufficio postale; il suo Zoning Improvement Plan è 79324.

## Geografia
La comunità si trova a 33°52′23″N 102°45′36″W (33.8731476, -102.7599349), 12 miglia a sud di Needmore, alla giunzione tra la State Highway 214 e la FM 54, nella parte meridionale della contea.

## Istruzione
La pubblica istruzione della comunità è organizzata dalla Sudan Independent School District.

## Clima
Secondo la Classificazione dei climi di Köppen, Enochs ha un clima steppico, abbreviato in "BSk" sulle mappe climatiche.